# Cimetière national d'Annapolis
Le cimetière national d'Annapolis est un cimetière national des États-Unis situé dans la ville d'Annapolis, dans le comté d'Anne Arundel, au Maryland. Il s'étend sur 4,1 acres (1,7 ha), et fin de 2005, il contenait 2 994 inhumations. Il est exploité et entretenu par le cimetière national de Baltimore.

## Histoire
Le cimetière national d'Annapolis est l'un des 14 cimetières nationaux fondés par Abraham Lincoln en 1862 pour accueillir les morts de la guerre de Sécession. La parcelle originale de terrain a été louée, et plus tard achetée, au juge Nicholas Brewer.
Au cours de la guerre de Sécession, Annapolis est un centre d'entraînement des recrus de l'Union. Il y a aussi un camp de libération sur parole à proximité (à environ trois miles de ce qui était alors la ville la ligne), où les prisonniers de l'Union qui seront échangées contre des prisonniers confédérés peuvent rester jusqu'à ce qu'ils puissent être renvoyés dans leurs unités. Le camp est en surpopulation et les conditions sanitaires ne sont pas particulièrement satisfaisantes ; de nombreux soldats se retrouvent dans l'un des hôpitaux de campagne des armées à l'académie navale des États-Unis et à St John's College, dans le centre-ville d'Annapolis. De nombreux soldats succombent aux blessures qu'ils portent quand ils arrivent, de la variole, de la fièvre typhoïde, de la dysenterie ou d'une quelconque autre maladie. La plupart des premières inhumations sont des hommes qui sont morts dans le camp de libération sur parole ou dans les hôpitaux de campagne. Plusieurs prisonniers confédérés, et un ressortissant russe, qui est également mort à Annapolis, sont enterrés dans le cimetière
De nombreux soldats, marins, marines et aviateurs qui ont servi durant, ou ont trouvé la mort lors des guerres  ultérieures - ainsi que certains leurs personnes à leur charge, sont également enterrés là.
Le cimetière national d'Annapolis est inscrit sur le Registre national des lieux historiques en 1996.

## Monuments notables
Il n'y a pas de monuments dans le cimetière national d'Annapolis. Il y a seulement marqueurs de tombes individuelles.

## Inhumations notables
- Charles Edward Kirby, Jr, soldat de premièreclasse, 24th Infanterie, 25th Infantry Division, récipiendaire de la médaille Bronze Star et de la Purple Heart pour ses actions en Corée.